# 彭菲爾德特設鎮區 (密歇根州)
彭菲爾德特設鎮區（英語：Pennfield Charter Township）是位於美國密歇根州卡爾霍恩縣的一個特設鎮區。

## 地方資料
彭菲爾德特設鎮區的面積為90.90平方千米，當中陸地面積為88.70平方千米，而水域面積為0.20平方千米。根據2020年美國人口普查的數據，當地共有人口8781人，而人口密度為每平方千米96.6人。